# Louis Agassiz
Jean Louis Rodolphe Agassiz (Môtier, 28 maggio 1807 – Cambridge, 14 dicembre 1873) è stato un biologo, zoologo, paleontologo e ittiologo svizzero; fu anche un valente alpinista e glaciologo. Svolse gran parte della propria attività negli Stati Uniti.
Sposato con l'educatrice Elizabeth Cabot Cary, fu uno dei maggiori scienziati statunitensi del suo tempo. Viene ricordato principalmente per il suo lavoro sulle ere glaciali e per essere stato uno dei maggiori zoologi antievoluzionisti.
Agassiz ha fornito ampi contributi alla classificazione ittiologica (incluse le specie estinte) e allo studio della storia geologica (inclusa la fondazione della glaciologia), ed è diventato ampiamente noto attraverso lo studio del suo accurato regime di raccolta e analisi dei dati osservativi. Ha apportato ampi contributi istituzionali e scientifici alla zoologia, alla geologia e alle aree correlate, incluse molte serie di ricerche su più volumi.
Nel XXI secolo, la sua resistenza all'evoluzione darwiniana e il razzismo scientifico evidente nei suoi scritti sul poligenismo umano hanno offuscato la sua reputazione e portato a controversie sulla sua eredità.

## Biografia

### La formazione scolastica
Il primo anno studiò in casa, i seguenti quattro anni frequentò la scuola a Bienne, completando, poi, il ciclo di istruzione elementare a Losanna. Si formò nella pratica medica, studiando nelle Università di Zurigo, Heidelberg e Monaco di Baviera; in questi anni ebbe modo di approfondire le sue conoscenze di storia naturale, in particolar modo della botanica. Nel 1829 a Monaco ottenne il titolo di Doctor Philosophiae, e nel 1830, a Erlangen, il titolo di dottore in medicina. Si trasferì a Parigi dove seguì gli insegnamenti di Alexander von Humboldt e Georges Cuvier, che lo incoraggiarono e lo spinsero verso la glaciologia e la zoologia. Fino ad allora non era stato particolarmente attratto dall'ittiologia, che presto divenne la principale occupazione della sua vita, o almeno quella per la quale viene oggi ricordato.

### Primi incarichi e pubblicazioni
Dal 1819 al 1820, Johann Baptist von Spix e Carl Friedrich Philipp von Martius erano impegnati in una spedizione in Brasile e al loro ritorno in Europa, tra i molti esemplari di origine naturalistica che avevano portato a casa, c'era una serie notevole di pesci d'acqua dolce brasiliani, in particolare del Rio delle Amazzoni. Spix, che morì nel 1826, non visse abbastanza a lungo da approfondire la storia di questi pesci e Agassiz - sebbene fresco di studi scolastici - fu selezionato da Martius per questo scopo. Si buttò a capofitto in questa impresa con l'entusiasmo che sempre lo caratterizzò fino alla fine della sua operosa vita. Il lavoro di descrizione e classificazione dei pesci brasiliani fu completato e pubblicato nel 1829.
Seguì poi una ricerca sulla storia dei pesci ritrovati nel lago di Neuchâtel. Ampliò i propri progetti producendo, nel 1830, un prospetto di Storia dei pesci d'acqua dolce nell'Europa centrale. Fu solo nel 1839, però, che la prima parte di questa opera venne pubblicata e fu necessario attendere il 1842 per vederne la pubblicazione completa. Nel 1832 gli fu conferita la carica di docente di storia naturale presso l'Università di Neuchâtel. I pesci fossili attirarono presto la sua attenzione. Si conosceva, a quei tempi, l'abbondanza di materiale fornito dalle ardesie del Glarona e dalle pietre calcaree del Monte Bolca, ma non erano mai state oggetto di studi scientifici approfonditi. Agassiz, già nel 1829, progettò la pubblicazione dell'opera che, più di ogni altra, contribuì al consolidarsi della sua fama a livello mondiale. Cinque volumi della sua Recerche sur le poissons fossiles ("Ricerca sui pesci fossili") furono pubblicati, ad intervalli, tra il 1833 e il 1843. Questi volumi erano magnificamente illustrati, principalmente per mano di Joseph Dinkel. Durante i suoi viaggi per raccogliere materiale per il proprio lavoro, Agassiz visitò i principali musei europei e l'incontro con Cuvier a Parigi gli assicurò il suo incoraggiamento e la sua consulenza.
Agassiz scoprì che il proprio lavoro di paleontologo aveva creato le basi per una nuova classificazione ittiologica. I fossili raramente conservavano tracce di tessuti molli dei pesci: più che altro i resti consistevano in denti, scaglie e pinne; perfino le lische venivano trovate conservate perfettamente solo in pochi casi. Agassiz adottò perciò una classificazione che divideva i pesci in quattro gruppi: Ganoidi, Placoidi, Cycloidi e Ctenoidi, basandosi sulla natura delle scaglie e di altri apparati dermici. Nonostante Agassiz abbia lavorato molto sulla classificazione scientifica, questa sarebbe stata però superata dalle opere successive.
Mentre Agassiz procedeva con il lavoro di descrizione, divenne presto evidente che questo lavoro avrebbe inciso sostanzialmente sulle sue risorse economiche, a meno che non avesse trovato un qualche tipo di finanziamento. La British Association for the Advancement of Science venne in suo aiuto e così anche il Conte di Ellesmere, allora Lord Francis Egerton. I 1.290 disegni originali che corredavano l'opera furono acquistati dal conte e da lui presentati alla Geological Society of London. Nel 1836 Agassiz ricevette la medaglia Wollaston dal consiglio di quella Società, per il suo lavoro sull'ittiologia fossile e nel 1838 fu eletto membro straniero della Royal Society. Nel frattempo cominciava ad interessarsi agli invertebrati. Nel 1837 scrisse il prodromo di una monografia sugli Echinodermi recenti e fossili, la prima parte della quale fu pubblicata nel 1838; dal 1839 al 1840 pubblicò due volumi sugli Echinodermi fossili della Svizzera e tra il 1840 e il 1845 scrisse Etudes critiques sur les mollusques fossiles ("Uno studio critico sui molluschi fossili").
Prima del suo viaggio in Inghilterra nel 1834, il lavoro di Hugh Miller e altri geologi portò alla luce gli straordinari pesci dell'Old Red Sandstone nel nord-est della Scozia. Le strane forme dello Pterichthys, del Coccosteus ed altre specie furono conosciute allora per la prima volta. Queste suscitarono in Agassiz un notevole interesse e divennero l'oggetto di una speciale monografia da lui pubblicata dal 1844 al 1845: Monographie des poissons fossiles du Vieux Gres Rouge, ou Systeme Devonien (Old Red Sandstone) des Iles Britanniques et de Russie ("Monografia sui pesci fossili dell'Old Red Sandstone, o Sistema Devoniano delle isole britanniche e della Russia").
Durante i primi passi della sua carriera a Neuchatel, Agassiz fu anche nominato direttore di una facoltà scientifica. Sotto la sua direzione l'università di Neuchâtel divenne presto un'istituzione di primo piano per la ricerca scientifica.
Il 29 gennaio 1837 divenne socio dell'Accademia delle scienze di Torino.

### Formulazione della teoria sull'era glaciale

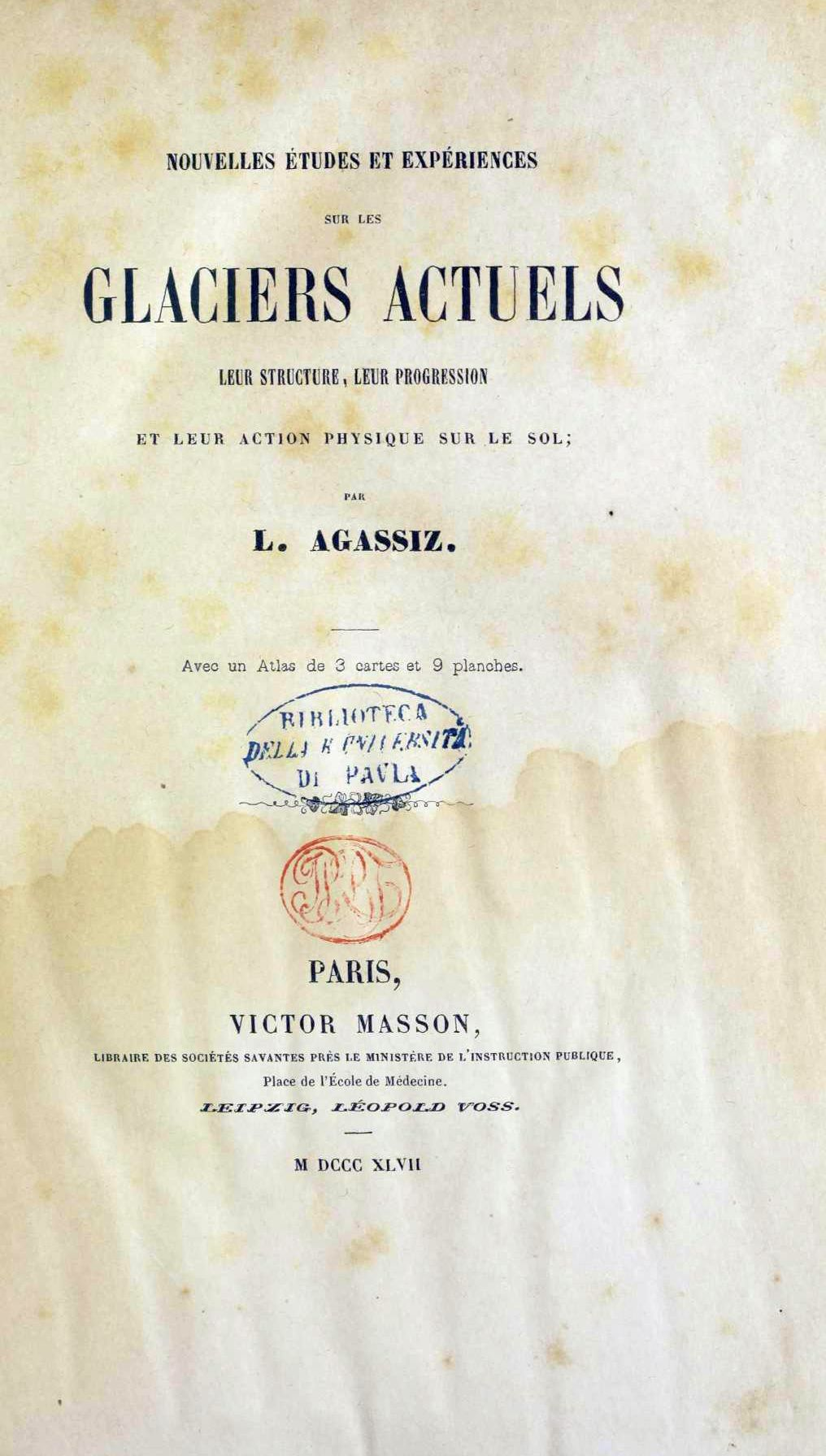
Nouvelles études et expériences sur les glaciers actuels, 1847

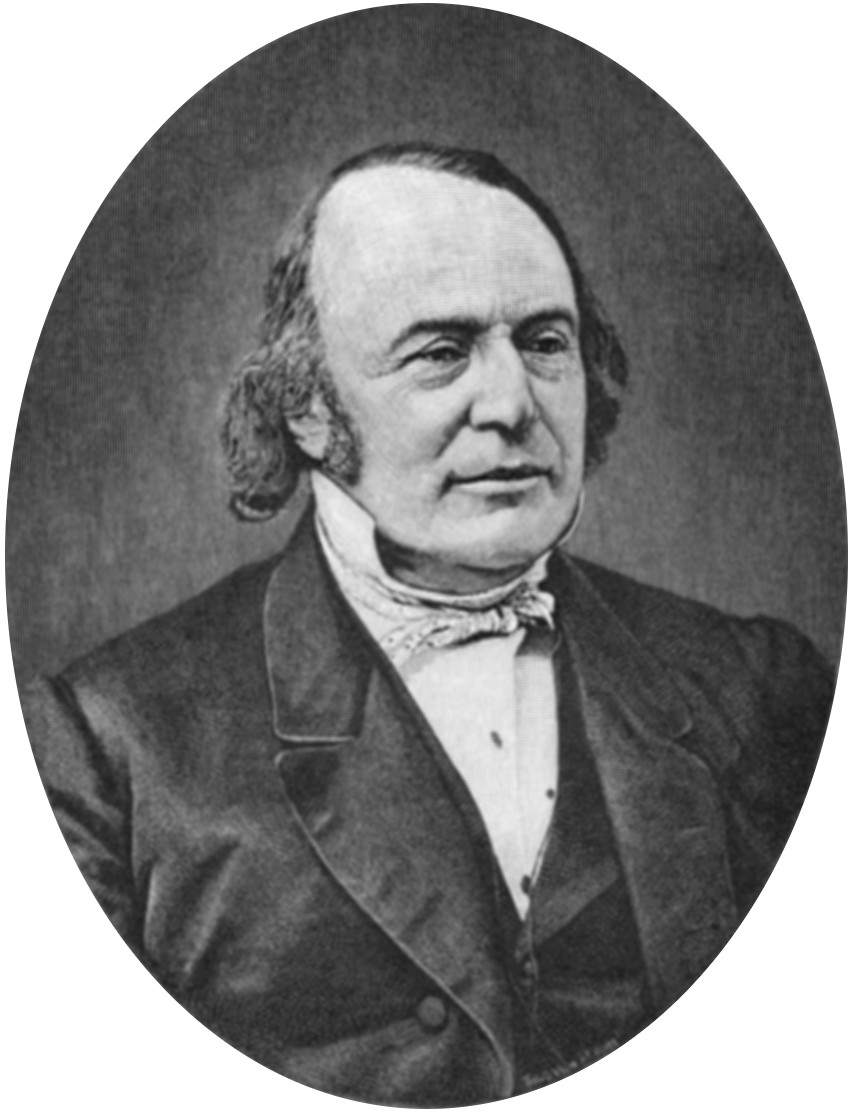
Ritratto di Agassiz

Nel 1837 Agassiz fu il primo a proporre scientificamente l'idea che la Terra fosse stata nel passato soggetta ad un'era glaciale. In passato Horace-Bénédict de Saussure, Ignaz Venetz, Jean de Charpentier e altri avevano compiuto studi approfonditi sui ghiacciai delle Alpi e Charpentier era perfino giunto alla conclusione che i massi erratici di rocce alpine, disseminati sui pendii e sulle cime delle Alpi del Giura fossero stati trasportati dagli stessi ghiacciai. La questione attirò l'attenzione di Agassiz e lui non solo fece diverse escursioni nelle regioni alpine in compagnia di Charpentier, ma costruì una capanna su uno dei ghiacciai del Massiccio dell'Aar, nella quale abitò per un po' di tempo per avere la possibilità di compiere delle ricerche sulla conformazione e sui movimenti del ghiaccio. Queste fatiche ebbero come risultato, nel 1840, la pubblicazione della sua opera in due volumi intitolata Etudes sur les glaciers ("Studio sui ghiacciai"). In quest'opera si discuteva dei movimenti dei ghiacciai, delle loro morene, della loro influenza sull'erosione delle rocce e sulla formazione delle striature (roches moutonnees) osservate nei paesaggi di tipo alpino. Agassiz non solo accettava l'idea di Charpentier secondo la quale alcuni ghiacciai delle Alpi si sarebbero estesi oltre le pianure e le valli per opera del fiume Aar e dal Rodano, ma si spinse oltre. Egli giunse alla conclusione che, in un passato relativamente recente, la Svizzera fosse stata un'altra Groenlandia, che invece di pochi ghiacciai che occupavano le aree di interesse, un unico, enorme, strato di ghiaccio, formatosi originariamente sulle vette più alte delle Alpi, si fosse esteso fino ad occupare l'intera vallata della Svizzera nord-occidentale, fino a raggiungere i pendii meridionali del Giura, che sebbene fossero riusciti a controllare e deviare un suo ulteriore avanzamento, non sarebbero riusciti però ad impedire al ghiaccio di raggiungere in molti punti la sommità della catena montuosa. La pubblicazione di quest'opera dette un nuovo impulso allo studio sul fenomeno dei ghiacciai in ogni parte del mondo.
Agassiz in questo modo ebbe la possibilità di avvicinarsi al fenomeno associato ai movimenti dei ghiacciai recenti e si preparò alla scoperta che fece poi nel 1840, insieme a William Buckland. I due visitarono le montagne della Scozia e scoprirono in località diverse le prove di antiche attività glaciali. La scoperta venne comunicata alla Geological Society di Londra. I distretti montani dell'Inghilterra, del Galles e dell'Irlanda furono considerati anch'essi come centri di dispersione di detriti glaciali e Agassiz sottolineò come "quegli enormi strati di ghiaccio, simili a quelli adesso esistenti in Groenlandia, una volta ricoprivano tutti i paesi nei quali si trova ghiaia non stratificata; ghiaia che generalmente veniva prodotta dalla triturazione degli strati di ghiaccio sulla superficie sottostante, etc."

### Il trasferimento negli Stati Uniti
Dal 1842 al 1846 pubblicò il Nomenclator Zoologicus, una lista, con relativi riferimenti, di tutti i nomi, di generi e gruppi, usati in zoologia, risultato di approfondite ricerche e grande impegno. Con l'aiuto di una sovvenzione da parte del re di Prussia, nell'autunno del 1846 Agassiz attraversò l'Atlantico, con lo scopo sia di occuparsi di ricerche di storia naturale e di geologia sul territorio degli Stati Uniti, che di avviare una serie di conferenze di zoologia, su invito di J. A. Lowell, al Lowell Institute di Boston, Massachusetts. I vantaggi economici e scientifici che gli furono offerti in Nord America, lo indussero a stabilirsi negli Stati Uniti, dove rimase fino alla fine della propria vita. Nel 1847 fu nominato docente di zoologia e di geologia all'Università Harvard. Nel 1852 accettò il professorato medico di anatomia comparata a Charlestown, nel Massachusetts, ma si dimise dopo due anni. Da quel momento in poi il ritmo dei suoi studi scientifici cominciò a decrescere, ma l'influenza che lui produsse in America, in entrambi i campi delle sue specializzazioni, fu profonda. Insegnò per decenni a futuri scienziati di primo piano, come David Starr Jordan, Joel Asaph Allen, Joseph Le Conte, Nathaniel Shaler, Alpheus Packard e, tra gli altri, suo figlio, Alexander Emanuel Agassiz. Il suo nome appare adesso associato a quello di diverse specie, oltre che a molti aspetti del paesaggio naturalistico americano, come il Lago Agassiz, il precursore risalente al Pleistocene del Lago Winnipeg e il Red River del Nord. Agassiz fu anche responsabile della costruzione del Museo di storia naturale di Cambridge, in Massachusetts e fu uno dei primi a studiare gli effetti dell'ultima era glaciale in Nord America.
Durante questo periodo Agassiz acquistò fama anche a livello popolare, diventando uno degli scienziati più famosi al mondo. Era così benvoluto che, nel 1857, Henry Wadsworth Longfellow scrisse in suo onore Il cinquantesimo compleanno di Agassiz. Scrisse ancora quattro volumi di storia naturale degli Stati Uniti, che furono pubblicati dal 1857 al 1862. In questi anni produsse anche un catalogo di tutti i documenti ed i trattati di zoologia e geologia pubblicati fino ad allora, Bibliographia Zoologiae et Geologiae, in quattro volumi, dal 1848 al 1854.
Nel 1860 Agassiz si ammalò, per cui decise di ritornare "sul campo", in parte per riposarsi, in parte per riprendere lo studio dei pesci brasiliani. Nell'aprile del 1865 guidò una spedizione in Brasile. Ritornò a casa nell'agosto del 1866 e il racconto di questa impresa, intitolato Un viaggio in Brasile, fu pubblicato nel 1868. Nel 1871 organizzò una seconda escursione, visitando le spiagge meridionali del Nord America, sia quelle sulla costa del Pacifico sia dell'Atlantico.

### Eredità
Nell'ultimo periodo della sua vita lavorò per la fondazione di una sede di formazione permanente, dove gli studi zoologici potessero essere compiuti in mezzo agli esemplari viventi oggetto di studio. Nel 1873 un filantropo privato, John Anderson, concesse ad Agassiz l'isola di Penikese, nella baia di Buzzard, in Massachusetts (a sud di New Bedford), e gli fece donazione di 50 000 dollari, per farne una scuola permanente di pratica di scienze naturali, particolarmente dedicata allo studio di zoologia marina. La John Anderson School crollò presto, subito dopo la morte di Agassiz, ma viene comunque considerata l'ispiratrice del Woods Hole Oceanographic Institution, che si trova nelle immediate vicinanze.
Agassiz viene ricordato oggi per il suo lavoro sulle ere glaciali e per essere stato uno dei maggiori zoologi antievoluzionisti, cioè oppositori della teoria dell'evoluzione di Charles Darwin in ossequio al creazionismo, una presa di posizione che non abbandonerà mai. Morì nel 1873; fu seppellito nel cimitero di Mount Auburn a Cambridge, Massachusetts. Il suo monumento è un macigno selezionato tra le morene del ghiacciaio dell'Aar, nei pressi del vecchio Hotel des Neuchatelois, non lontano dal posto dove, un tempo, aveva costruito la capanna e gli alberi di pino che ombreggiano la sua tomba provengono dalla sua vecchia casa in Svizzera.
Oltre al Lago Agassiz e al monte Agassizhorn, hanno avuto il suo nome alcune specie animali, come l'Apistogramma agassizi (pesce della classe degli Actinopterigi), l'Isocapnia agassizi (Agassiz Snowfly, insetto esapodo), e il Gopherus agassizi (Tartaruga del deserto).
Sono stati chiamati col suo nome anche il cratere Agassiz su Marte e un promontorio sulla Luna.
| Agassiz è l'abbreviazione standard utilizzata per le piante descritte da Louis Agassiz. Consulta l'elenco delle piante assegnate a questo autore dall'IPNI. |

| Agassiz è l'abbreviazione standard utilizzata per le specie animali descritte da Louis Agassiz. Categoria:Taxa classificati da Louis Agassiz |

Oltre ad Agassiz, in passato sono state utilizzate le seguenti abbreviazioni: Ag., L.Ag., Agass..

## Poligenismo e il controverso "razzismo scientifico"
Dopo che Agassiz arrivò negli Stati Uniti scrisse in modo prolifico sul poligenismo, l'idea che le razze fossero create separatamente, che potessero essere classificate sulla base di specifiche zone climatiche e che erano dotate di attributi ineguali. Agassiz non ha mai sostenuto la schiavitù e ha affermato che il suo punto di vista sul poligenismo non ha nulla a che fare con la politica. Fu influenzato dall'idealismo filosofico e dal lavoro scientifico di Georges Cuvier. Secondo Agassiz, generi e specie erano idee nella mente di Dio; la loro esistenza nella mente di Dio prima della loro creazione fisica significava che Dio poteva creare gli umani come un'unica specie in diversi atti di creazione distinti e geograficamente separati. Secondo lo storico della Chiesa Paul M. Blowers, Agassiz credeva che esistesse una specie di esseri umani, ma molte diverse creazioni di razze. Agassiz era in termini moderni un creazionista che credeva che la natura avesse un ordine perché Dio lo ha creato direttamente. Agassiz ha visto la sua carriera nella scienza come una ricerca di idee nella mente del creatore espressa nella creazione. Agassiz ha negato che la migrazione e l'adattamento possano spiegare l'età geografica o il passato. L'adattamento richiede tempo; in un esempio, Agassiz ha messo in dubbio come le piante o gli animali potrebbero migrare attraverso regioni che non erano in grado di gestire. Secondo Agassiz le condizioni in cui vivono determinate creature "sono le condizioni necessarie al loro mantenimento, e ciò che tra gli esseri organizzati è essenziale per la loro esistenza temporale deve essere almeno una delle condizioni in cui sono stati creati".
Nel suo lavoro ha notato somiglianze di distribuzione di specie simili in diverse ere geologiche, un fenomeno che chiaramente non è il risultato della migrazione. Agassiz ha messo in dubbio come i pesci della stessa specie vivano in laghi ben separati senza vie d'acqua, concludendo che sono stati creati in entrambi i luoghi. Sostenne che l'adattamento intelligente delle creature ai loro ambienti testimoniava un piano intelligente. Secondo lo storico Paul Blowers, le conclusioni dei suoi studi lo hanno portato a credere che qualsiasi regione in cui sia stato trovato ogni animale, sia stata creata lì - "gli animali sono naturalmente autoctoni ovunque si trovino". In seguito ha esteso questa idea all'uomo nella sua teoria del poligenismo . Ciò significa che gli animali, le piante e gli esseri umani sono stati tutti creati in "province speciali" con distinte popolazioni di specie create in e per ogni provincia. Ha affermato che le piante, gli animali e gli esseri umani non sono originari di coppie, ma sono stati creati in grandi quantità. Secondo Agassiz, le diverse razze furono create in diverse province, con ogni razza indigena della provincia in cui era stata creata, citando prove di monumenti egizi per dimostrare che i tipi razziali erano stati fissati per almeno cinque millenni. Sostenne che tutte le specie e le razze umane sono fisse e che le specie non si evolvono in altre specie.
Le zone climatiche in cui sono state create le diverse razze includevano :
- la zona temperata americana occidentale (i popoli nativi americani ad ovest delle Montagne rocciose;
- la zona temperata dell'est-orientale (ad est delle Montagne rocciose);
- la zona asiatico-tropicale (a sud della grande catena dell'Himalaya);
- la zona asiatico-temperata (ad est dei Monti Urali e a nord dell'Himalaya);
- la zona temperata sudamericana (America meridionale);
- New Holland (l'Australia);
- zona artica (l'Alaska e il Canada artico);
- Capo di Buona Speranza (il Sudafrica);
- la zona torrida-tropicale americana (l'America centrale e le Indie occidentali).

Agassiz, come altri poligenisti, credeva che il Libro della Genesi raccontasse solo l'origine della razza bianca e che gli animali e le piante della Bibbia si riferissero solo a quelle specie vicine e familiari ad Adamo ed Eva. Agassiz, Josiah Clark Nott e altri poligenisti come George Gliddon, credevano che la forma ebraica originale del nome Adam provenisse da una radice consonantica ebraica biblica che si riferiva al rossore, in modo che il nome potesse essere interpretato nel senso di "mostrare il rosso della faccia ". Credevano anche che dal momento che solo le persone dalla pelle chiara possono arrossire, allora l'Adamo biblico deve essere stato caucasico. Agassiz credeva che gli scrittori della Bibbia conoscessero solo gli eventi locali, ad esempio l'alluvione di Noè era un evento locale noto solo alle regioni che erano popolate da antichi ebrei. Agassiz credeva anche che gli scrittori della Bibbia non fossero a conoscenza di eventi diversi da quello che stava accadendo nella loro regione e nei loro vicini intermedi.
Le accuse di razzismo hanno indotto la ridenominazione di punti di riferimento, scuole e altre istituzioni che portano il nome di Agassiz (che abbondano in Massachusetts). Le opinioni su questi eventi sono spesso miste, data la sua vasta eredità scientifica in altri settori. Nel 2007 il governo svizzero ha riconosciuto il "pensiero razzista" di Agassiz, ma ha rifiutato di ribattezzare la "cima di Agassizhorn". Nel 2017, il Club alpino svizzero ha rifiutato di revocare lo status di membro onorario di Agassiz, che ha ricevuto nel 1856 per il suo lavoro scientifico, perché il club ha ritenuto che questo status fosse scaduto alla morte di Agassiz. Ma una piazza di Neuchâtel che era stata chiamata «Espace Louis Agassiz» nel 1984, indirizzo della Facoltà di lettere e scienze umane dell'Università di Neuchâtel,  è stata "ribattezzata" nel 2018 «Espace Tilo Frey» in onore di Tilo Frey, consigliera nazionale meticcia e partigiana dell'uguaglianza.

## Influenza nei media
Agassiz è il protagonista del romanzo breve Il feticcio rubato (Hottentots), raccolto in Steampunk (The Steampunk Trilogy, 1995) di Paul Di Filippo. La vicenda fantascientifica con echi lovecraftiani si svolge nel Massachusetts e in essa il grande naturalista viene ridicolizzato dipingendolo, con accenti comico satirici, come un antievoluzionista e convinto razzista pusillanime.

## Opere
- Recherches sur les poissons fossiles (1833-1843)
- (FR) Échinites, vol. 1, Neuchatel, aux frais de l'auteur, 1838.
- (FR) Échinites, vol. 2, Neuchatel, aux frais de l'auteur, 1841.
- (FR) Histoire naturelle des poissons d'eau douce de l'Europe centrale, vol. 1, Neuchatel, Nicolet, 1839.
- History of the Freshwater Fishes of Central Europe (1839-1842)
- Etudes sur les glaciers (1840)
- Etudes critiques sur les mollusques fossiles (1840-1845)
- Nomenclator Zoologicus (1842-1846)
- Monographie des poissons fossiles du Vieux Gres Rouge, ou Systeme Devonien (Old Red Sandstone) des Iles Britanniques et de Russie (1844-1845)
- (FR) Iconographie des coquilles tertiaires, Neuchatel, C.-H. Wolfrath, 1845.
- (FR) Nouvelles ètudes et expèriences sur les glaciers actuels, vol. 1, Paris, Victor Masson, 1847.
- Bibliographia Zoologiae et Geologiae (1848)
- (con Augustus Addison Gould) Principles of Zoology for the use of Schools and Colleges (Boston, 1848)
- Lake Superior: Its Physical Character, Vegetation and Animals, compared with those of other and similar regions (Boston: Gould, Kendall e Lincoln, 1850)
- Storia naturale degli Stati Uniti (1847-1862)
- Un viaggio in Brasile (1868)
- De l'espece et de la classification en zoologie. Edition revue et augmentee par l'auteur, Traducution de l’anglais par Félix Vogeli. Paris: Germer Bailliere, 1869.  Agassiz spesso scriveva in termini generali riguardo alla sua virulenta opposizione alla teoria dell’evoluzione per selezione naturale di Darwin, ma fornì la sua teoria scientifica per tale opposizione solo in un’appendice a questa traduzione francese del suo An Essay on Classification: Part 3, Chapter 7: Le Darwinisme. – Classification de Haeckel”
- An essay on classification, London, Longman, Brown, Green, Longmans, & Roberts [etc.], 1859. Il contenuto di questo volume apparve per la prima volta nel 1857 come introduzione a un'opera più ampia, in corso di pubblicazione al momento dell’uscita del volume, con il titolo  Contributions to the natural history of the United States (Contributi alla storia naturale degli Stati Uniti).